# Společenská smlouva (obchodní právo)
Společenská smlouva je smlouva, jíž alespoň dva společníci zakládají obchodní korporaci. Pokud je zakladatel pouze jeden, jedná se o zakladatelskou listinu. Společenská smlouva je upravena v zákoně č. 90/2012 Sb., o obchodních korporacích (v minulosti v zákoně č. 513/1991 Sb., obchodním zákoníku). Každá společenská smlouva musí být písemná a s úředně ověřenými podpisy všech zakladatelů dané korporace. U kapitálové společnosti musí mít formu veřejné listiny, v případě družstva se přijímá na jeho ustavující schůzí. Součástí společenské smlouvy musí být u akciové společnosti také stanovy společnosti. 

## Průběh zakládání obchodní korporace
Po sepsání společenské smlouvy je potřeba, aby se podal návrh na zapsání obchodní korporace do obchodního rejstříku do 6 měsíců od jejího založení. Není-li tomu tak, postupuje se, jako při odstoupení od smlouvy. Lhůtu pro zápis lze ve společenské smlouvě změnit (§ 9).
Při sepisování obchodní smlouvy se určí, jaký bude vklad pro účastníky smlouvy. Také se ve smlouvě uvede, do kdy je tento vklad splatný. Zpravidla se jedná o peněžitý vklad, ovšem může být i nepeněžitý. U movitých věcí předá vkladatel správci vkladů věc před založením společnosti. Způsoby vnesení a předání určí společenská smlouva. Je-li předmětem vkladu věc nemovitá, tak vkladatel předá správci vkladů s nemovitou věcí i prohlášení s úředně ověřeným podpisem.

## Společenská smlouva u společnosti s ručením omezeným
Společenskou smlouvu společnosti s ručením omezeným upravuje § 146 zákona o obchodních korporacích. Dle něj musí společenská smlouva obsahovat alespoň firmu a sídlo společnosti, určení společníků uvedením jejich jména a bydliště nebo firmy a sídla v případě právnické osoby, předmět podnikání, výši základního kapitálu a výši vkladů včetně způsobů a lhůt splácení, jména a bydliště prvních jednatelů a členů dozorčí rady a určení správce vkladu.
Společenskou smlouvu může místo zakladatelů společnosti sepsat také zmocněnec nebo advokát. Zde se využije plná moc s úředně ověřenými podpisy zakladatelů společnosti. Následně se použije jako příloha ke společenské smlouvě.